# Ардагыш
Ардагыш (баш. Әрҙәгеш) — деревня в Балтачевском районе Башкортостана, относится к Штандинскому сельсовету.

## Население
| 2002 | 2009 | 2010 |
| ---- | ---- | ---- |
| 53   | ↘40  | ↘37  |

Согласно переписи 2002 года, преобладающая национальность — башкиры (96 %).

## Географическое положение
Расстояние до:
- районного центра (Старобалтачёво): 21 км,
- центра сельсовета (Штанды): 3 км,
- ближайшей ж/д станции (Куеда): 86 км.